# 雨川恵
雨川 恵(あめかわ けい、3月20日 - )は、日本の小説家。血液型はAB型。
第2回角川ビーンズ小説大賞にて『アダルシャンの花嫁』で読者賞受賞、同レーベルやWebサイトにおいて少女向け小説を執筆している。

## 作品
「アダルシャン」シリーズ
イラスト - 桃季さえ / 角川ビーンズ文庫
1. アダルシャンの花嫁
2. ハルシフォンの英雄
3. グラーレンの逆臣
4. エルヴァインの末裔
5. バルハールの姫君
6. カストレーデの皇子
7. シェーンベルムの騎士
8. ユスティニアの花束（外伝）
9. イシュターナの祝鐘

あすかコミックスDXで一部が漫画化されている。全2巻。
「アネットと秘密の指輪」シリーズ
イラスト - 風都ノリ / 角川ビーンズ文庫
1. アネットと秘密の指輪 お嬢様のおおせのままに
2. アネットと秘密の指輪 お嬢様と謎の貴婦人
3. アネットと秘密の指輪 お嬢様と花のワルツ
4. アネットと秘密の指輪 お嬢様とロンドン塔の王子
5. アネットと秘密の指輪 お嬢様とはじまりの涙
6. アネットと秘密の指輪 お嬢様と湖の告白
7. アネットと秘密の指輪 お嬢様と偽りの婚約者
8. アネットと秘密の指輪 お嬢様と運命の恋

「とらわれ舞姫の受難」シリーズ
イラスト - まち / 角川ビーンズ文庫
1. とらわれ舞姫の受難 はた迷惑な求愛者
2. とらわれ舞姫の受難 二人きりの恋迷宮
3. とらわれ舞姫の受難 掟破りのプロポーズ
4. とらわれ舞姫の受難 君に捧げる最後の告白

「にせもの公主の後宮事情」シリーズ
イラスト - すがはら竜 / 一迅社文庫アイリス
1. にせもの公主の後宮事情 君子は豹変するものです?
2. にせもの公主の後宮事情 再会は絆を試すものです?
3. にせもの公主の後宮事情 淑女は大志を抱くものです?

「王子殿下の寵愛騎士」シリーズ
イラスト - ユウノ / 一迅社文庫アイリス
1. 王子殿下の寵愛騎士 思いもよらずに覇王の虜囚

「あやつり王妃の花嫁道」シリーズ
イラスト - キリシマソウ / 一迅社文庫アイリス
1. あやつり王妃の花嫁道 偽装生活は貴人のたしなみ